# In Too Deep (chanson de Genesis)
Pour les articles homonymes, voir In Too Deep.
In Too Deep est une chanson de Genesis extraite de l'album Invisible Touch en 1986.
C'est le quatrième single extrait de cet album.
Le clip vidéo a été réalisé par Jim Yukich comme pour la plupart des clips de Genesis à cette époque, et n'a pas de scénario particulier, il montre juste le groupe en train de jouer le morceau.
In Too Deep a été utilisé dans le film britannique Mona Lisa en 1986 ainsi que dans le film américain American Psycho en 2000.

## Classements
Le titre a été classé no 3 dans le Billboard Hot 100 en 1987, et no 19 dans le British pop chart.

## Musiciens
- Tony Banks: claviers
- Phil Collins: chant, batterie, percussions
- Mike Rutherford: guitare basse, guitare acoustique et électrique

## Reprises
Daryl Stuermer, le guitariste-bassiste de Genesis en tournée depuis 1978, a enregistré la chanson sur son album Another Side of Genesis (2000).
La pièce est interprétée par le groupe Levitation sur l'album de reprises de Genesis par divers artistes A Tribute To Genesis - In Too Deep.
Elle apparait en version symphonique sur l'album The Royal Philharmonic Orchestra – Plays Genesis Hits And Ballads.